# Theodor Hosemann

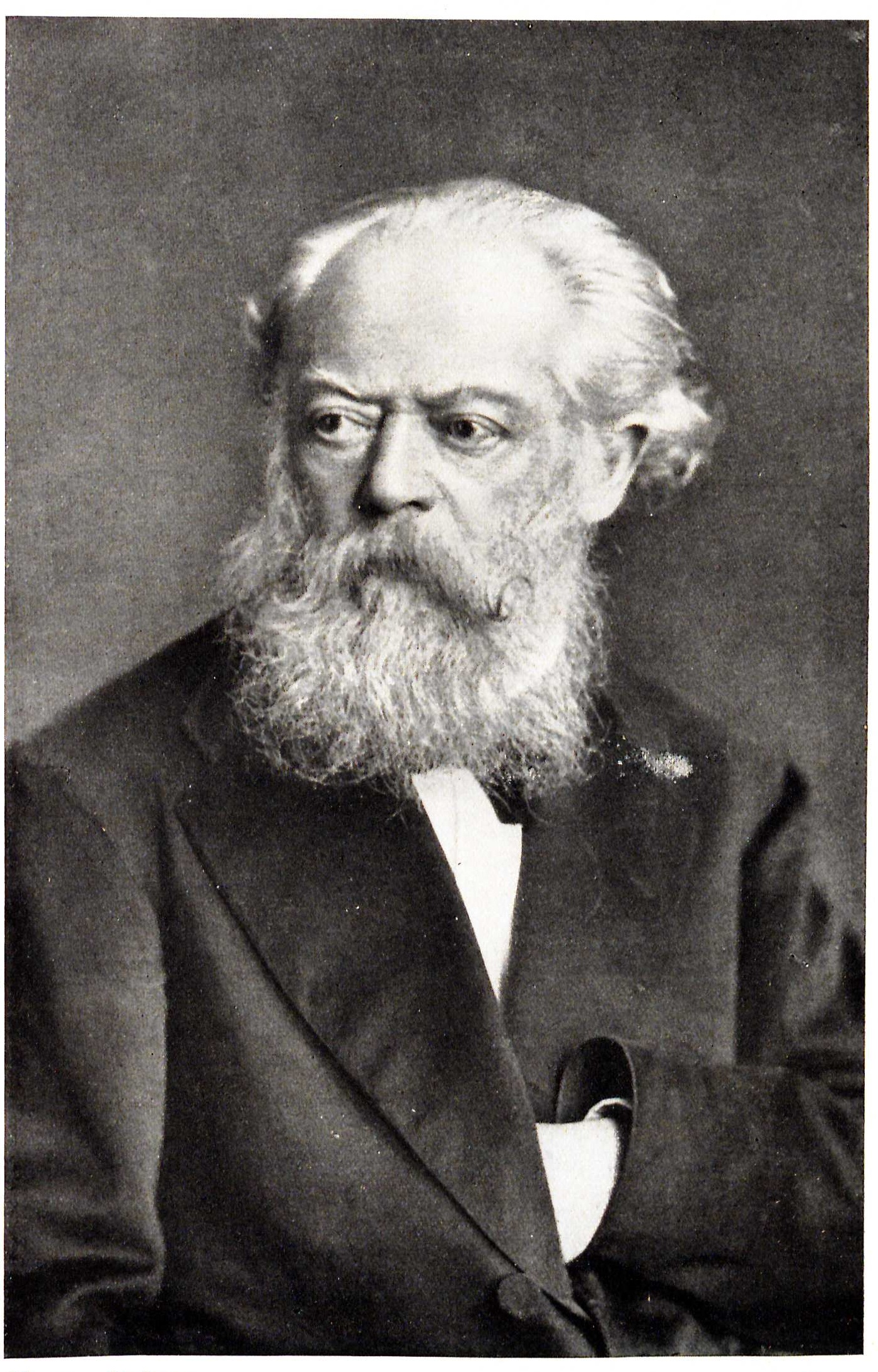
Theodor Hosemann, 1875

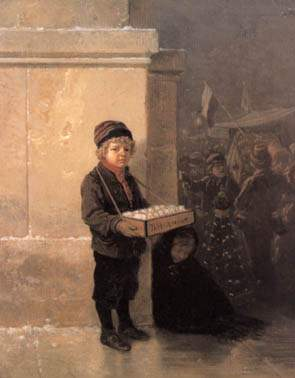
„Nen Dreier, det Schäfchen“ (1860)

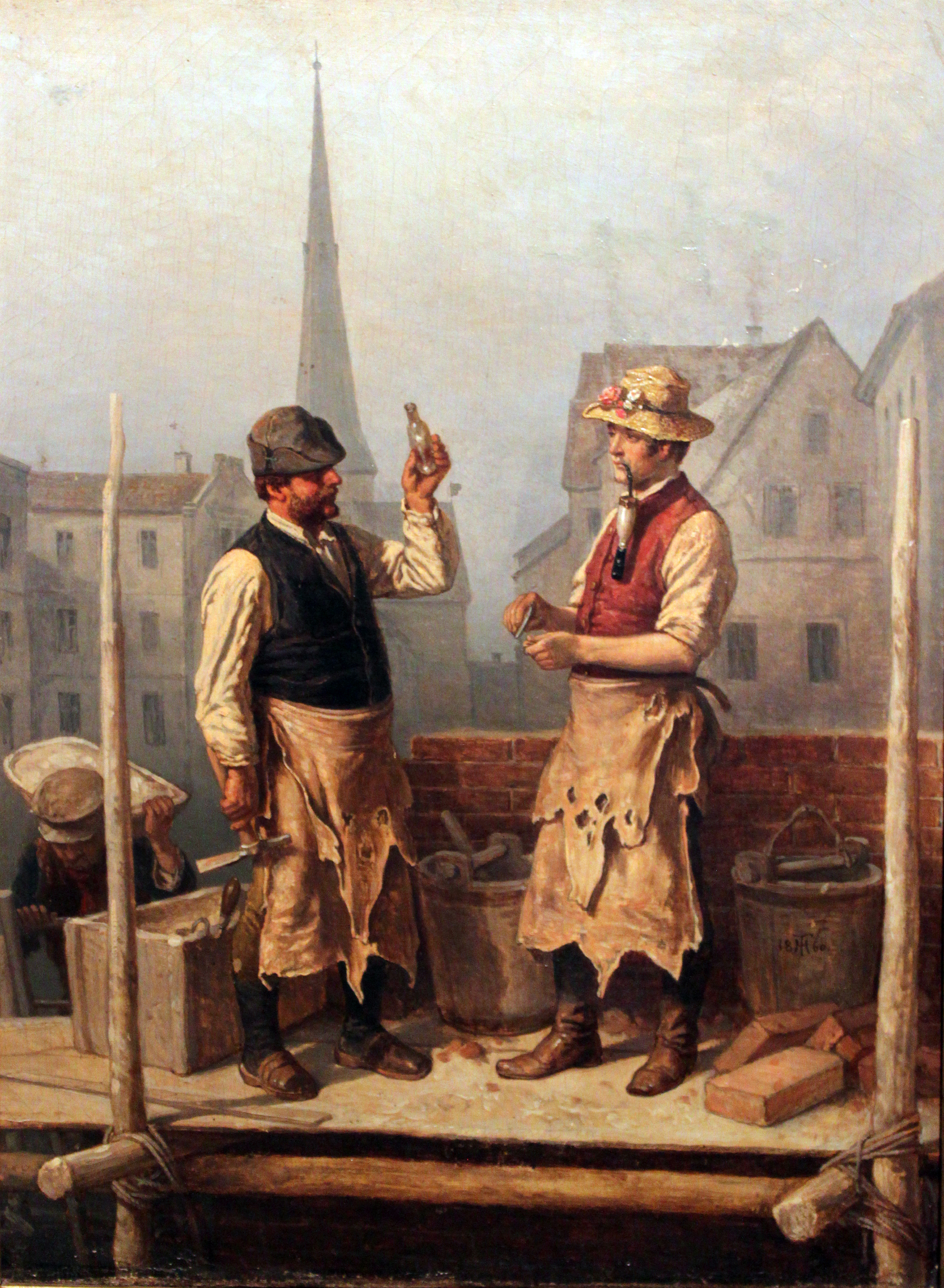
Maurer beim Bau des Roten Rathauses

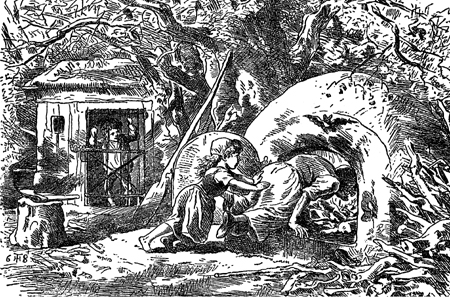
Illustration zu „Hänsel und Gretel“

Illustration zu „Münchhausen“

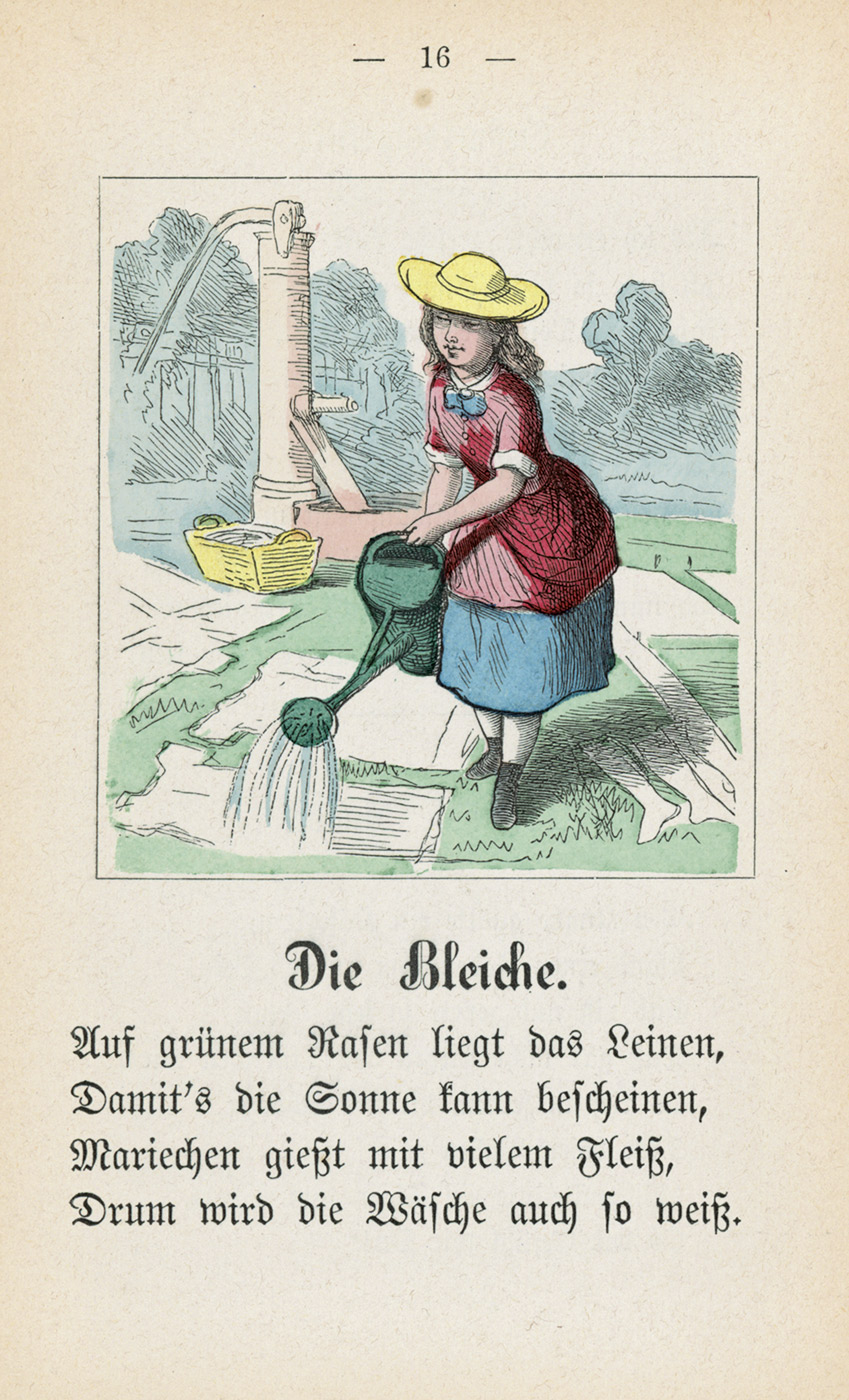
„Die Bleiche“, kolorierter Holzstich von Theodor Hosemann, aus: Gustav Holting (= C. G. Winckelmann), „Die kleine Hausfrau in 12 Bildern“. Berlin, Winckelmann & Söhne, 1876, S. 16

Friedrich Wilhelm Heinrich Theodor Hosemann (* 24. September 1807 in Brandenburg an der Havel; † 15. Oktober 1875 in Berlin) war ein deutscher Kunstmaler, Zeichner, Illustrator und Karikaturist.

## Familie
Hosemann war der Sohn des königlich preußischen Offiziers Wilhelm Albrecht Hosemann, der als Leutnant im Regiment „von Puttkamer“ diente, und der Christiane Charlotte Stengel.
Hosemann heiratete in erster Ehe 1836 Henriette Wilhelmine Aßmann († 1849). Dieser Ehe entstammten drei Kinder. Nach dem Tod seiner ersten Ehefrau heiratete Hosemann 1850 in zweiter Ehe Bertha Heimbs aus wohlhabender Familie. Aus dieser Ehe stammten drei weitere Kinder. Von allen sechs Kindern erreichte nur ein Sohn das Erwachsenenalter und überlebte den Vater.

## Leben
Hosemann war hauptsächlich als Genremaler und Lithograf tätig. Als Zeichenlehrer der Kinder des Generalintendanten der Königlichen Schauspiele, später der Museen in Berlin, Carl von Brühl, fand er Zugang zu den höchsten Kreisen der Stadt. In seiner Bilderwelt fand das Berliner Kleinbürgertum weit mehr Beachtung.

„Das vormärzliche Berlin hat in ihm seinen getreuesten Chronisten und Schilderer gefunden; und hätte er nicht mehr geschaffen als seine Bilder aus dem Berliner Volksleben, sein Andenken könnte nicht verlöschen, und jeder, der die Geschichte unserer Stadt in jenen Zeiten recht verstehen will, muß auch die Schilderungen Hosemanns zur Hand nehmen – die beste Bilderchronik jener Jahre!“

Unter finanziell sehr bescheidenen Verhältnissen wuchs Hosemann, bedingt durch das unstete Offiziers- und Kriegsleben des Vaters, in wechselnden Wohnorten auf. 1816 kam er nach Düsseldorf. Im Jahr 1819, schon mit zwölf Jahren, trat er als Lehrling bei der Lithografischen Anstalt „Arnz & Winckelmann“ in Düsseldorf ein. Mit knapp 15 Jahren wurde er 1822 bereits als Zeichner für ein Jahresgehalt von 200 Talern fest angestellt. Von 1822 bis 1828 besuchte er gleichzeitig die Kunstakademie Düsseldorf. Dort war er Schüler von Lambert und Peter Cornelius sowie Wilhelm Schadow.
1828 machte sich der Teilhaber Johann Christian Winckelmann in Berlin selbständig und gründete den später so genannten Verlag „Winckelmann & Söhne“. Hosemann ging mit ihm als Erster Zeichner für das doppelte Jahresgehalt von 400 Talern nach Berlin. In diesem Jahr finden sich erste Illustrationen in Kinderbüchern und Jugendschriften und 1830 folgten humoristische Zeichnungen in den von George Gropius verlegten bunten Heften. Hosemann wurde in den nächsten Jahren zum hochgeschätzten Illustrator vieler anderer Verlage.
In den Jahren von 1834 bis 1852 arbeitete er mit dem Humoristen und Satiriker Adolf Glaßbrenner zusammen. Dessen Schriften wurden zum größten Teil von Hosemann illustriert. Darunter vor allem die Reihe „Berlin wie es ist und – trinkt“. Deren Autor nannte sich „Adolf Brennglas“ und insgesamt erschienen 32 Hefte in Berlin und Leipzig. Hosemann hat Karikaturen für die Nummern 19, 25, 26 und 27 geliefert.
Hosemann war von 1842 bis 1855 Mitglied des Berliner Literatenvereins „Tunnel über der Spree“ und trug den Vereinsnamen „Hogarth“. Dem Berliner „Rütli“ stand er in den 1850er Jahren nahe und war von 1857 bis 1860 Mitherausgeber aller vier Jahrgänge des vereinsnahen Jahrbuchs Argo. Album für Kunst und Dichtung (Breslau). In der Argo hat Hosemann mehrere Bilder (Stahlstichtafeln) veröffentlicht.

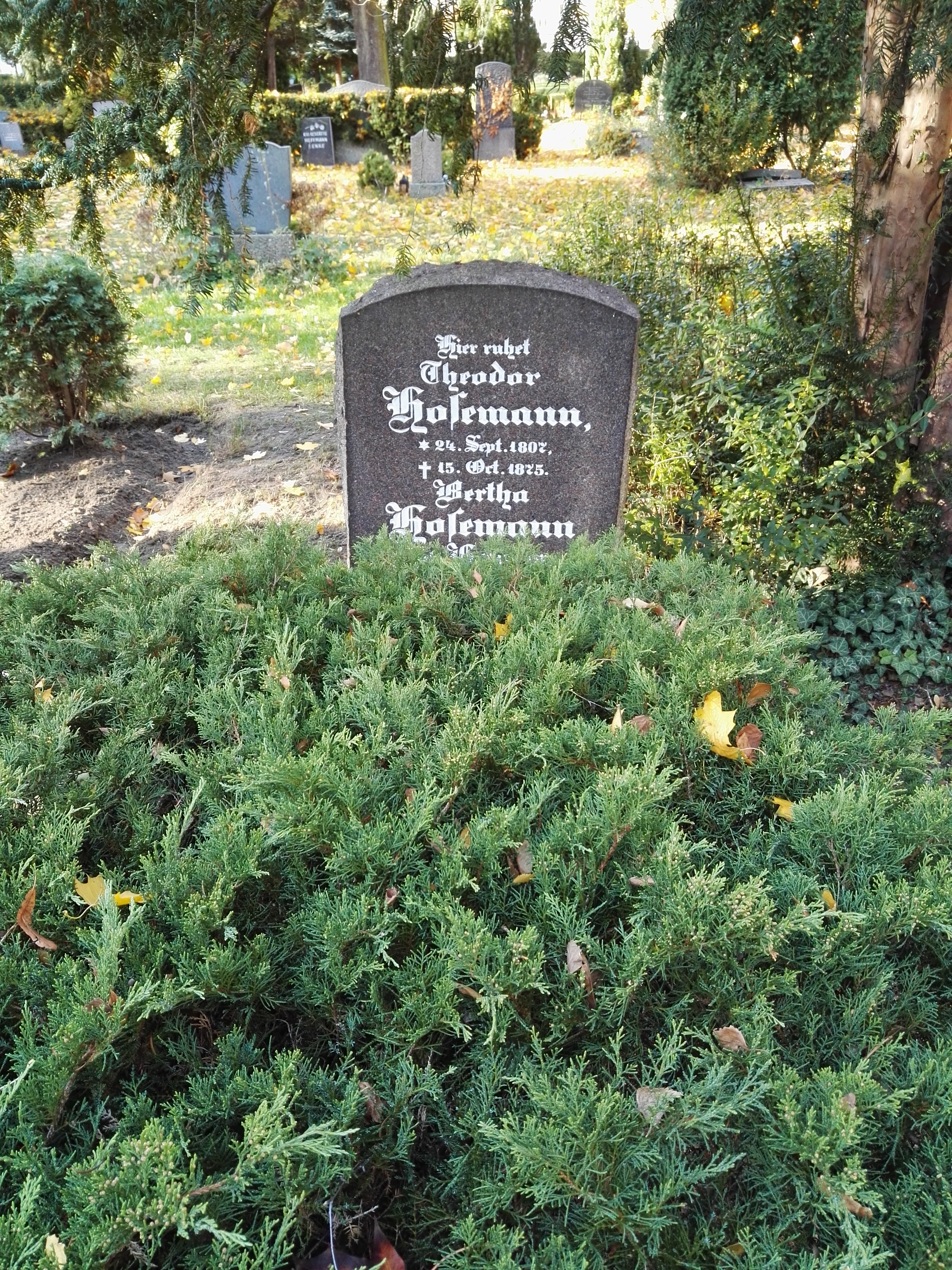
Grabstätte

1857 wurde er zum Professor an der Berliner Akademie der Künste ernannt und dort 1860 zum Mitglied berufen. In diesen Jahren als Lehrer gehörte 1874 Heinrich Zille zu seinen Schülern. Am 15. Oktober 1875 verstarb Hosemann in Berlin. Seine Grabstelle der Stadt Berlin befindet sich in der Abt. VIII-25-34/35 auf dem II. Sophien-Friedhof in der Bergstraße (Berlin-Mitte). Sie war bis zum Jahr 2015 als Ehrengrab der Stadt Berlin gewidmet.

## Werke – Illustrierte Bücher (Auswahl)
Das umfangreichste Verzeichnis von Werken Hosemanns, einen Katalog des graphischen Werkes (595 Nummern), liefert Karl Hobrecker in Lothar Briegers Theodor Hosemann. Ein Altmeister Berliner Malerei (München, 1920, S. 130–167).
- Costümirter Ball am 25t. März 1840. Winckelmann, Berlin 1840. urn:nbn:de:hbz:061:2-1116
- Des Freiherrn von Münchhausen wunderbare Reisen und Abentheuer zu Wasser und zu Lande, wie er dieselben bei der Flasche im Zirkel seiner Freunde selbst zu erzählen pflegte. Neue Originalausgabe. Mit 16 Federzeichnungen von Hosemann. Göttingen und Berlin: Dieterich’sche Buchhandlung, 1840.
- J. F. Wilh. Zachariä: Der Renommist. Ein scherzhaftes Heldengedicht. Bethge, Berlin 1840. urn:nbn:de:hbz:061:2-1702
- Johann Wilhelm Bornemann: Gedichte in plattdeutscher Mundart. Fünfte von neuem gesichtete und vermehrte Ausgabe letzter Hand, mit humoristischen Feder-Zeichnungen von Theodor Hosemann. R. v. Decker, Berlin 1843. digitalisierte Ausgabe
- Hermann Kletke:  Der neue Kinderfreund.
  - Band 1. Duncker, Berlin 1843. urn:nbn:de:hbz:061:2-1930
  - Band 2: Deutscher Kinderschatz. Duncker, Berlin 1845.urn:nbn:de:hbz:061:2-1948
- August Theodor Woeniger: Zigeuner und Edelleute. Mit Federzeichnungen von Th. Hosemann. Simion, Berlin 1844. urn:nbn:de:hbz:061:2-1816
- Margarethe Wulff: 52 Sonntage oder Tagebuch dreier Kinder: Mit neun illuminirten Bildern. Winckelmann, Berlin 1846 (urn:nbn:de:hbz:061:2-33924)
- Theodor Dielitz: Völkergemälde u. Landschaftsbilder. Für die Jugend bearbeitet. Mit 8 illum. Bildern von Theodor Hosemann. Berlin [1846].[2]
- August Braß (Hrsg.): Die Dichter des deutschen Volkes: Album des Gediegensten und Ausgezeichnetsten aus den Werken deutscher Dichter; Mit 36 Original-Zeichnungen deutscher Künstler in Stahlstich. 2 Bände. Berlin 1848.[3]
- Album deutscher Dichter / Mit 36 Original-Zeichnungen deutscher Künstler. Hofmann, Berlin 1848. urn:nbn:de:hbz:061:2-288
- Illustration in: Weihnachts-Album. Arnz, Düsseldorf 1853. urn:nbn:de:hbz:061:2-373
- Mary Botham Howitt: The Dusseldorf artist’s album. Arnz, Düsseldorf 1854, urn:nbn:de:hbz:061:2-115
- E. T. A. Hoffmann’s gesammelte Schriften. Mit Federzeichnungen von Theodor Hosemann. Reinmer, Berlin 1857. urn:nbn:de:hbz:061:2-1502
- Julius Hoffmann: Europäische Bilder und Skizzen: zur Belehrung für die reifere Jugend. Trewendt, Breslau 1858 (urn:nbn:de:hbz:061:2-33831)
- J. D. Lüttringhaus: Borussia: Bilder aus der Geschichte des preußischen Vaterlandes. Mit 8 colorirten Bildern v. Theodor Hosemann, Berlin 1858.[4]
- Aquarelle Düsseldorfer Künstler: den kunstsinnigen Damen gewidmet. Arnz, Düsseldorf 1861. urn:nbn:de:hbz:061:2-736
- Karl Immermann: Tulifäntchen. Ein Heldengedicht in drei Gesängen. Hofmann, Berlin 1862. urn:nbn:de:hbz:061:2-1359
- Karl Borromäus Alexander Sessa: Unser Verkehr. Posse in einem Aufzuge. Nach der Handschrift des Verfassers. 8. Auflage. Janke, Berlin [1863]. (Mit einer Umschlagzeichnung u. einer getönten Lithographie.)[5]
- Illustrationen in: Ludwig Bund (Hrsg.). Lieder der Heimath: Eine Sammlung der vorzüglichsten Dichtungen im Bilderschmucke deutscher Kunst. Breidenbach, Düsseldorf 1868. urn:nbn:de:hbz:061:2-1174
- Theodor Hosemann: Die 24 Federzeichnungen zu den Werken E. T. A. Hoffmanns. Berlin 1918.[6]

## Ehrungen
- Seit 1910 trägt eine Straße im Berliner Bezirk Pankow, Ortsteil Prenzlauer Berg seinen Namen.[7] Sie verläuft von der Grellstraße über die Ostseestraße zur Ortsteilgrenze Weißensee.